# Naja philippinensis
Naja philippinensis is een slang uit de familie koraalslangachtigen (Elapidae).

## Naam en indeling
De wetenschappelijke naam van de soort werd voor het eerst voorgesteld door Edward Harrison Taylor in 1922. Oorspronkelijk werd de wetenschappelijke naam Naja naja philippinensis gebruikt. In de Engelse taal worden vaak de namen 'Filipijnse brilslang' en 'Filipijnse cobra' gebruikt.
De soortaanduiding philippinensis betekent vrij vertaald 'wonend op de Filipijnen'.

## Verspreiding en habitat
De slang komt voor in delen van Azië en leeft endemisch op de Filipijnen. De soort komt hier voor op de eilanden Luzon, Mindoro, Catanduanes, Marinduque, Lubang en Masbate. De habitat bestaat uit vochtige tropische en subtropische laaglandbossen en tropische en subtropische scrublands. Ook in door de mens aangepaste streken zoals akkers, plantages, eilanden, stedelijke gebieden, aangetaste bossen en landelijke tuinen kan de slang worden aangetroffen. De soort is aangetroffen van zeeniveau tot op een hoogte van ongeveer 800 meter boven zeeniveau.

## Uiterlijke kenmerken
Naja philippinensis is met een gemiddelde lichaamslengte van 1,70 een relatief kleine cobra.

## Beet en giftigheid
De slang wordt beschouwd als de giftigste slang van de Filipijnen, nog voor de veel grotere koningscobra (Ophiophagus hannah). De slang is een van de soorten spugende cobra's die het gif uit de bek kunnen spuiten tot een afstand van ongeveer drie meter. Het gif is van neurotoxische aard en tast het zenuwstelsel aan.

## Beschermingsstatus
Door de internationale natuurbeschermingsorganisatie IUCN is de beschermingsstatus 'gevoelig' toegewezen (Near Threatened of NT).